# (917) Lyka
(917) Lyka es un asteroide perteneciente al cinturón de asteroides descubierto el 5 de septiembre de 1915 por Grigori Nikoláievich Neúimin desde el observatorio de Simeiz en Crimea.
Está nombrado en honor de una amiga de la hija del descubridor.